# Wieselburg (Basse-Autriche)
Wieselburg est une commune autrichienne du district de Scheibbs en Basse-Autriche.